# Meibomia macrostachya
Meibomia macrostachya là một loài thực vật có hoa trong họ Đậu. Loài này được (Hemsl.) Kuntze mô tả khoa học đầu tiên năm 1891.